# Kanadensiska voyageurkåren

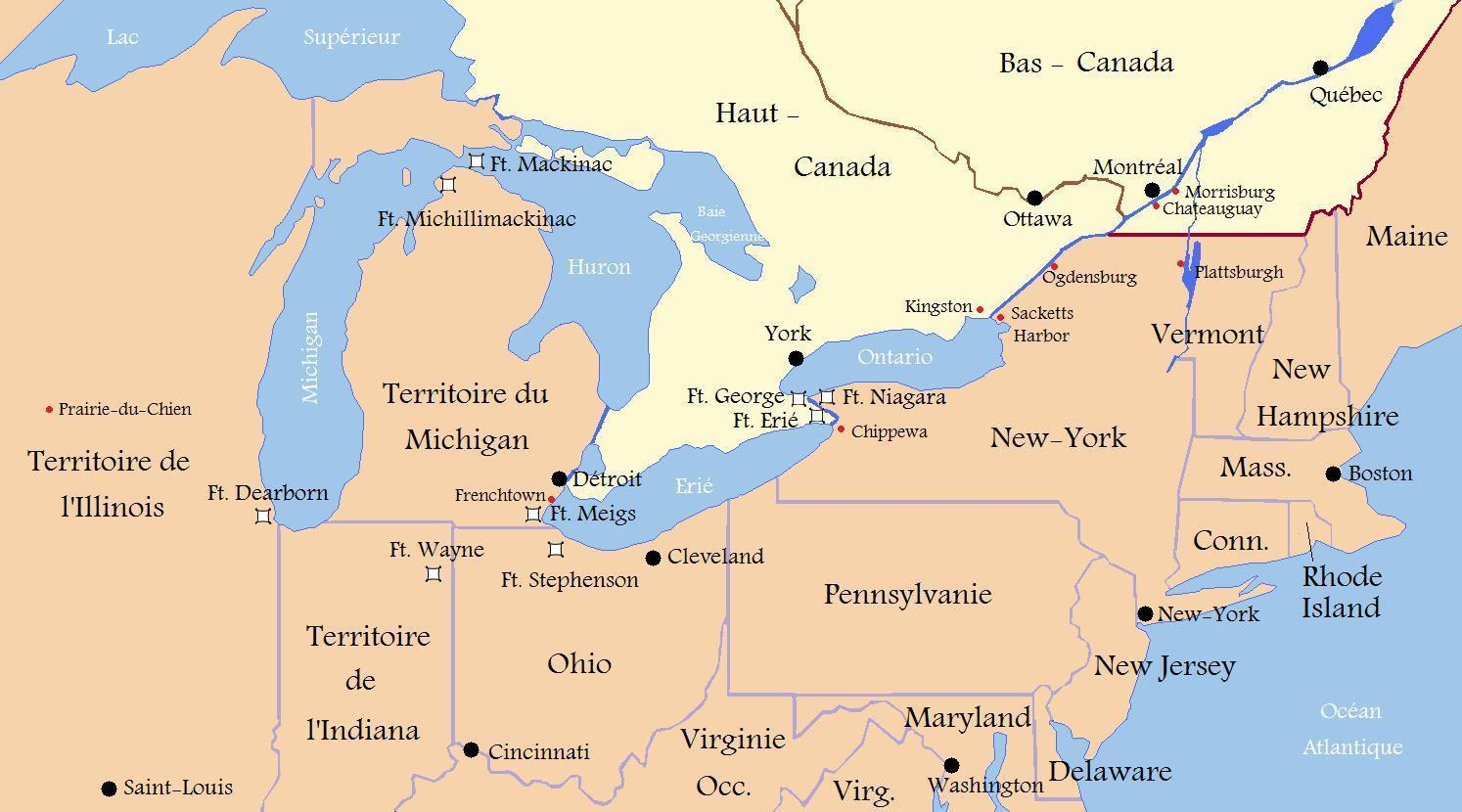
Corps of Voyageurs viktigaste insats i 1812 års krig var försörjningen av de västra utposterna. Det strategiska resultatet var att den brittiska armén bibehöll kontrollen över Fort Mackinac, en centralpunkt för försörjningen av britternas indianska allierade i Ohioflodens dalgång.

Kanadensiska voyageurkåren bildades under 1812 års krig i september 1812 som en militär voyageurkår, Corps of Canadian Voyageurs, med uppdrag att hålla underhållslinjerna mellan Montréal och de västra utposterna öppna. Kåren lades ner redan i mars 1813 och dess uppdrag övertogs av det kanadensiska krigskommissariatet, som i april bildade sin egen voyageurkår, Provincial Commissariat Voyageurs (PCV). Denna kår lades ned i mars 1815.

## Organisation
Voyageurkåren organiserades på initiativ av Nordvästkompaniet och bemannades med dess personal som befäl och manskap. PCV hade en överstelöjtnant, en major, en kapten, tio löjtnanter, tio konduktörer (underbefäl som fyllde rollen som guider) och omkring 400 meniga voyageurer. 

## Beklädnad och utrustning
Armén ville uniformera kåren, men det var opraktiskt på grund av dess arbetsuppgifter. Istället bar även den militära kåren de vanliga civila voyageurernas klädedräkt. Armén lämnade ut värjor, pikar och pistoler till manskapet, men som dessa också var opraktiska så slängdes de bort eller såldes och den egna studsaren, yxan och kniven fick istället utgöra beväpningen.

## Disciplin
Kåren var i allmänhet känd för sin disciplinlöshet, i alla fall i jämförelse med den kadaverdisciplin som vanligen krävdes av brittiska trupper. Den fyllde dock en absolut nödvändig roll för krigföringen i de västra ödemarksområdena.

## Traditionsbärare
The Canadian Grenadier Guards är traditionsbärare för bägge kårerna.